# Meister der Crispinuslegende

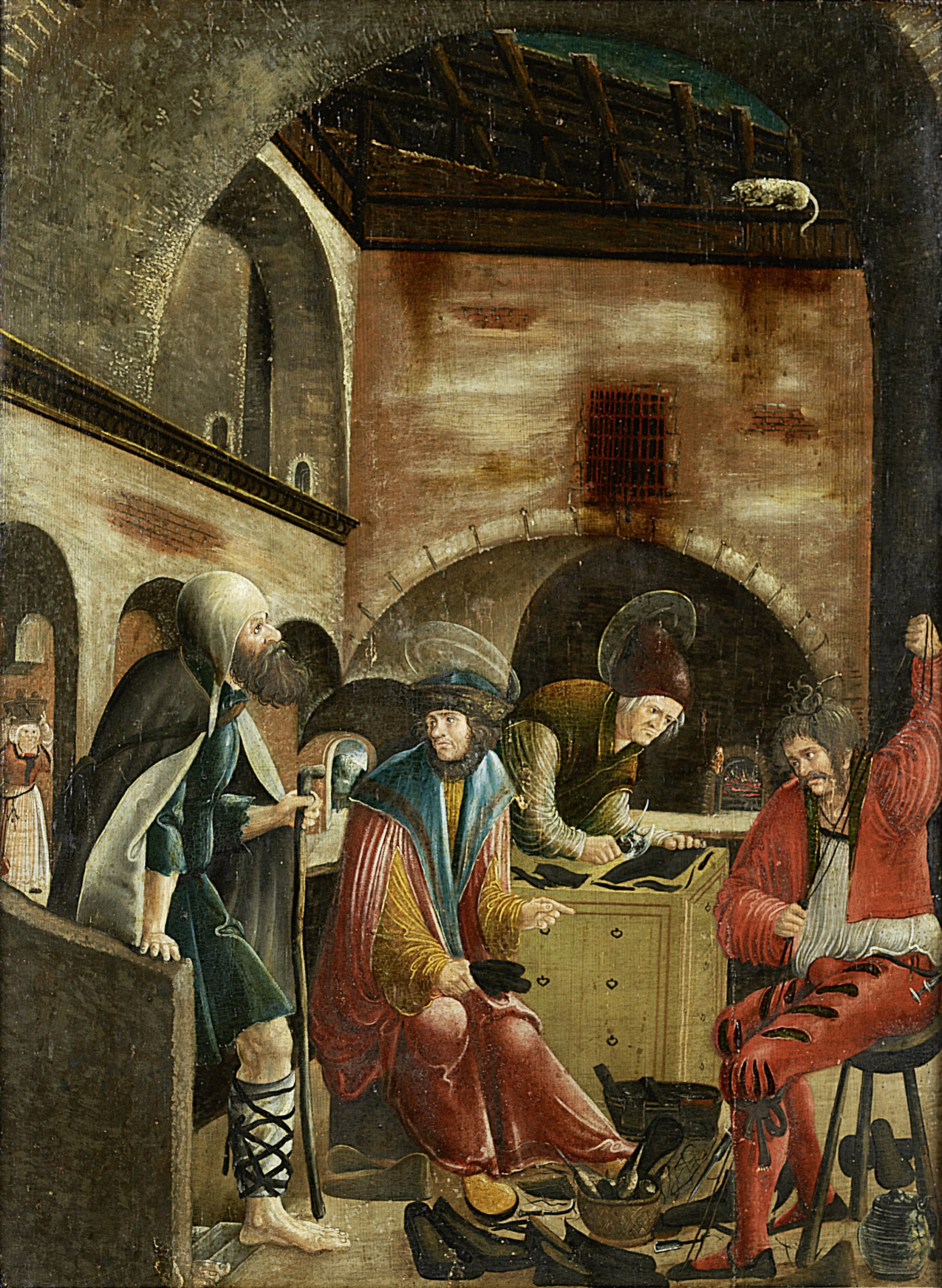
Die Heiligen Crispinus und Crispinianus in ihrer Schusterwerkstatt, Österreichische Galerie Belvedere, Inv.-Nr. 4982

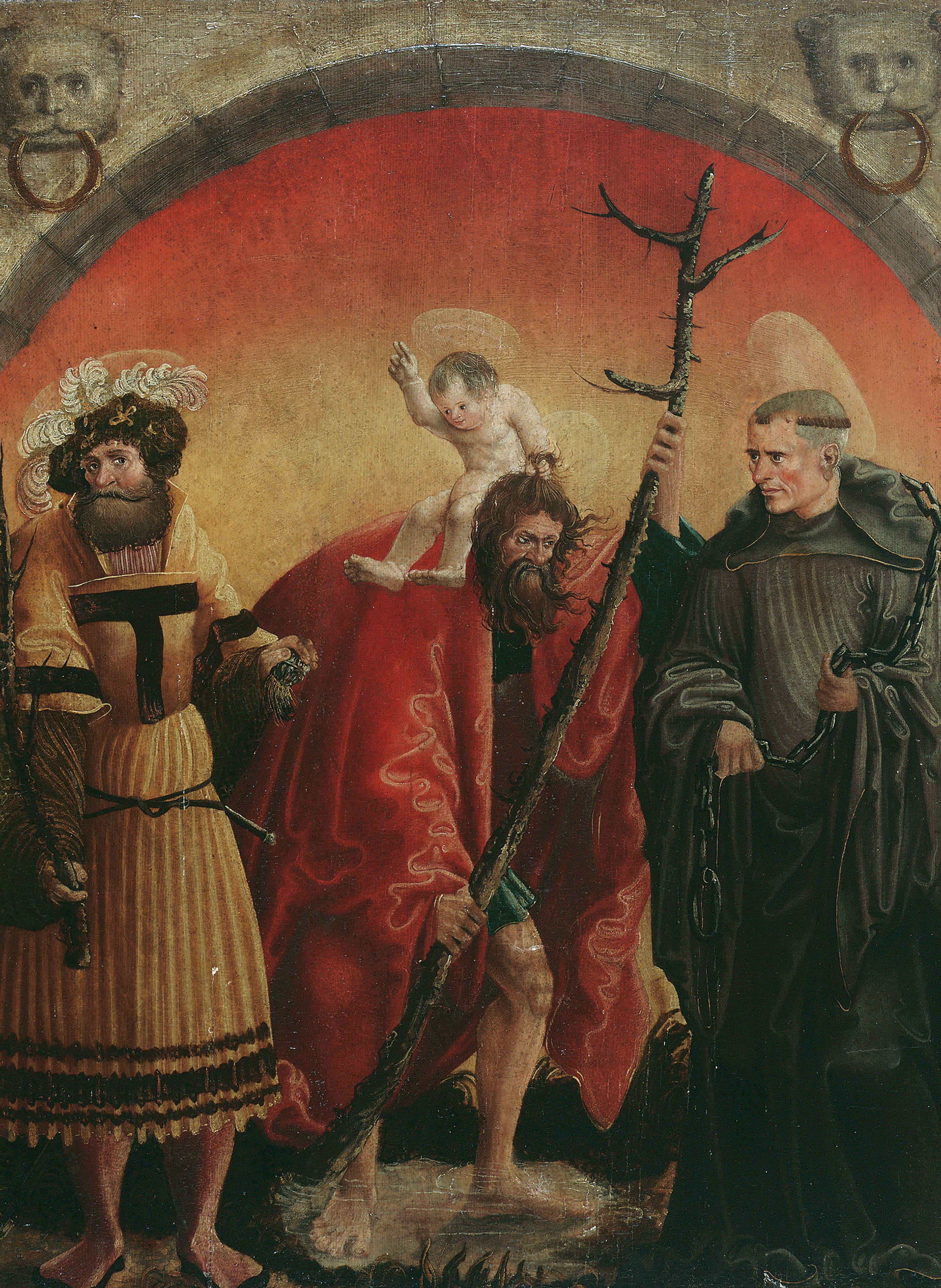
Hll. Achatius, Christophorus und Leonhard, Österreichische Galerie Belvedere, Inv.-Nr. 4980

Als Meister der Crispinuslegende wird ein spätgotischer Maler bezeichnet. Der namentlich nicht bekannte Künstler erhielt seinen Notnamen nach dem von ihm um 1520 geschaffenen Altarbild, das die Heiligen Crispinus und Crispinianus in ihrer Schusterwerkstatt darstellt. Das Werk ist heute in der Galerie Belvedere in Wien zu finden.

## Herkunft des Meisters
Die Herkunft des Meisters der Crispinuslegende wurde zuerst im Salzburger Raum gesucht. Neuere Forschungen jedoch sehen ihn wahrscheinlicher in Thüringen tätig, wo er sich nach einer Ausbildung in Franken niedergelassen haben soll.

## Schaffensperiode und Stil
Der Meister der Crispinuslegende war wahrscheinlich zwischen 1513 und 1525 tätig und war zuvor in seiner Ausbildungszeit wohl in Süddeutschland von den Malern aus der sogenannten Donauschule beeinflusst. Sein Stil steht vor allem dem Umfeld des Albrecht Altdorfer nahe, dessen Werk er wie auch das von Martin Schongauer oder  Lucas Cranach als Vorlagen zu nutzen scheint.

## Werke (Auswahl)
- Die Heiligen Crispinus und Crispinianus in ihrer Schusterwerkstatt, um 1520. Galerie Belvedere, Wien, Inventarnummer (Inv.-Nr.) 4982 (Von Inv.-Nr. 4980 abgesägte Innenseite eines Altarflügels)
- Die Heiligen  Achatius, Christophorus und Leonhard, um 1520, Galerie Belvedere, Wien, Inventarnummer (Inv.-Nr.) 4980 (Von Inv.-Nr. 4882 abgesägte Außenseite eines Altarflügels)
- Flügel eines Altars: Innenseite: Heilige Familie, zwei Heilige in einer Landschaft; Außenseite: Vier weibliche Heilige, Öl auf Holz. Princeton University Art Museum, Inv. Nr. y1954-84[4]

Dem Meister der Crispinuslegende werden weiter einige Tafeln mit Marien- und Heiligendarstellungen in Regensburg, Nürnberg und Budapest zugeschrieben.